# حمادة عبد الحليم
حمادة عبد الحليم (توفي 26 سبتمبر 2024)، ممثل مصري، بدأ مشواره الفنى في بداية السبعينيات من القرن العشرين، وهو ممثل تليفزيونى عمل في بعض الأفلام السينمائية وقدم أدوارا معظمها رجل بوليس، قدم ما يقرب من 80 عملًا فنيًا مختلفًا.

## وفاته
كشف الدكتور أشرف زكي نقيب المهن التمثيلية عن وفاة الفنان حمادة عبد الحليم، مشيرا أنه من المقرر تشييع جثمان الراحل بعد صلاة العصر من أحد مساجد الشيخ زايد.

## من أعماله

### أفلام
- أيام الخادمة أحلام (فيلم) (2005).
- من أطلق هذه الرصاصة (فيلم) (1995).
- استوب (فيلم) (1991).
- فخ الثعالب (فيلم) (1991).
- لو كنت مكاني (فيلم) (1991).
- أرباب سوابق (فيلم) (1988).
- الخونة (فيلم 1984) (1984).

### مسلسلات
- عرفة البحر (مسلسل) (2012).
- مسألة كرامة (مسلسل) (2011).
- مشرفة رجل لهذا الزمان (مسلسل) (2011).
- أحلام نبيلة (مسلسل) (2009).
- البوابة الثانية (مسلسل) (2009).
- علي مبارك (مسلسل) (2008).
- أمير الشرق عثمان دقنة (مسلسل) (2007).
- الإمام المراغي (مسلسل) (2006).
- اللي اختشوا ماتوا (مسلسل) (2006).
- كشكول لكل مواطن (مسلسل) (2006).
- مباراة زوجية (مسلسل) (2006).
- ينابيع العشق (مسلسل) (2005).
- لقاء على الهواء (مسلسل) (2004).
- رجل الأقدار (مسلسل) (2003).
- قمر سبتمبر (مسلسل) (2003).
- العطار والسبع بنات (مسلسل) (2002).
- جراح العمر (مسلسل) (2002).
- قاسم أمين (مسلسل) (2002).
- ابن ماجة القزويني (مسلسل) (2001).
- الحسن البصري (مسلسل) (2000).
- الليث بن سعد (مسلسل) (1999).
- الإمام الترمذي (مسلسل) (1998).
- أبو حنيفة النعمان (مسلسل) (1997).
- عصر الأئمة (مسلسل) (1997).
- أقوى من الطوفان (مسلسل) (1995).
- الشباب يعود يوما (مسلسل) (1995).
- الطوفان (مسلسل) (1994).
- فتى الأندلس (مسلسل) (1989).
- الطبري (مسلسل) (1987).
- الصياد والحب (مسلسل) (1983).
- مليون في العسل (مسلسل) (1981).
- الحصار (مسلسل) (1977).

### مسرح
- كوبري الناموس (مسرحية) (1997).
- الأيدي الناعمة (مسرحية) (1962).
- سوق الحمير ، الحمار يؤلف (مسرحية).
- مقالب سكابان (مسرحية).

## وصلات خارجية
- حمادة عبد الحليم على موقع IMDb (الإنجليزية)
- حمادة عبد الحليم على موقع الدهليز
- حمادة عبد الحليم على موقع قاعدة بيانات الأفلام العربية